# Elektrizace železnic Praha
Elektrizace železnic Praha a. s. (VKM: ELZEL) je akciová společnost se sídlem v Praze, která se zabývá vývojem, výrobou a montáží zařízení pro napájení železniční, tramvajové a trolejbusové dopravy elektrickou energií. Společnost patří do skupiny EP Industries.

## Historie

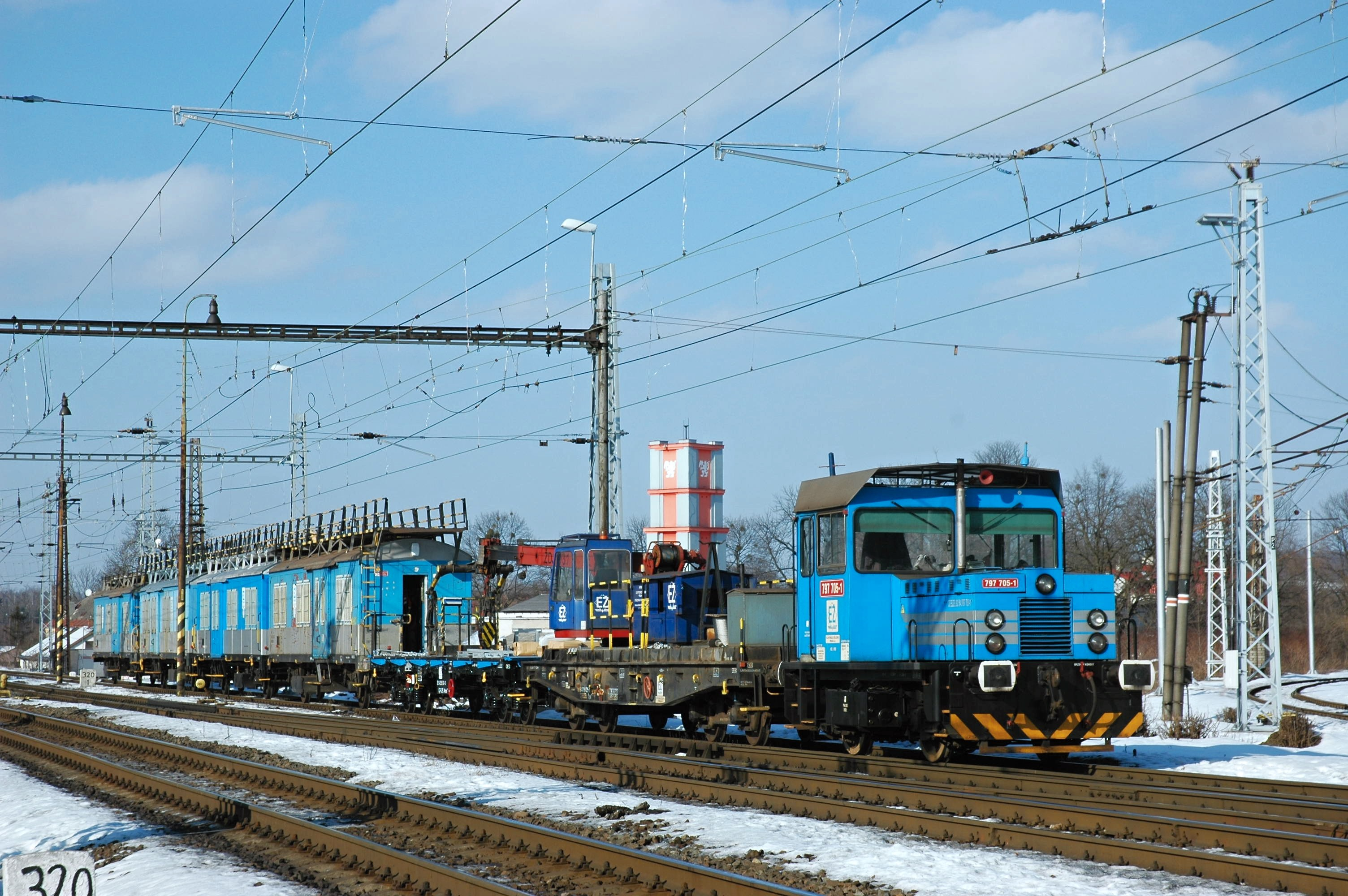
Pracovní vlak Elektrizace železnic Praha při výměně trakčního vedení ve stanici Český Těšín

Podnik Elektrizace železnic Praha byl zřízen k 1. lednu 1954. Personálním základem nově vytvořené organizace se stali pracovníci převedení ze Škody Plzeň a z oddělení Elektrotrakce podniku Elektromontážní závody. Nově zřízený podnik měl na starosti montáž trakčního vedení, která v té době probíhala v rámci elektrizace tratí Žilina – Spišská Nová Ves a Praha – Česká Třebová. V letech 1955 až 1956 se podnik začal zabývat rovněž dalšími souvisejícími pracemi, jako výstavba měníren a spínacích stanic, úprava a přeložky kabelů zabezpečovacího a sdělovacího zařízení, jakož i rozvodů osvětlení ve stanicích a zastávkách.
V roce 1990 byla organizace transformována do státního podniku zřízeného Federálním ministerstvem dopravy k 1. červenci 1990 jako Elektrizace železnic Praha, státní podnik. 31. prosince 1992 pak Federální fond národního majetku zřídil akciovou společnost Elektrizace železnic Praha a. s., která byla dále privatizována. Zbytkový státní podnik byl po provedené likvidaci zrušen k 28. listopadu 2012. Po provedené privatizaci měla v podniku rozhodující podíl 62,2 % společnost Elektrizace dopravy, spol. s r.o. vlastněná zaměstnanci Elektrizace železnic Praha. Elektrizace dopravy se stala jediným majitelem společnosti v roce 2004, jako 100% akcionář je zapsána od 24. března 2005.
V roce 2009 bylo zahájeno převzetí společnosti skupinou J&T prostřednictvím společnosti ED Holding a.s. založené 28. března 2008, jejímž vlastníkem byla v té době společnost NABIVAN EQUITIES LIMITED registrovaná na Kypru. Jako jediný akcionář Elektrizace železnic Praha je ED Holding a.s. uváděn od 26. února 2010. Samotný ED Holding a.s. byl v letech 2011–2012 vlastněn Energetickým a průmyslovým holdingem (EPH), od 15. listopadu 2012 je pak jeho jediným akcionářem společnost EP Industries, a.s. vlastněná kyperskou firmou EP INDUSTRIES HOLDING LIMITED. EP Industries byla v roce 2012 vyčleněna z EPH a vlastníkem této firmy je z 60 % Daniel Křetínský, zbytek ovládá J&T Private Equity Group.

## Vlečky
Pro svou činnost společnost využívá několik vleček, které rovněž provozuje. Jedná se o vlečky napojené do stanic:
- Česká Třebová
- Velký Osek
- Vlkov u Tišnova[10]